# Chassalia curviflora
Chassalia curviflora är en måreväxtart som först beskrevs av Nathaniel Wallich, och fick sitt nu gällande namn av George Henry Kendrick Thwaites. Chassalia curviflora ingår i släktet Chassalia och familjen måreväxter.

## Underarter
Arten delas in i följande underarter:
- C. c. curviflora
- C. c. ellipsoides
- C. c. longifolia
- C. c. ophioxyloides